# Stadtbibliothek Königsberg

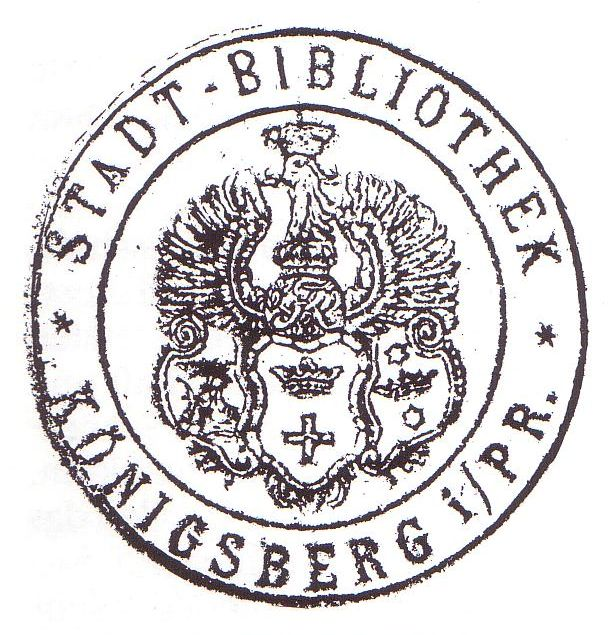
Stempel

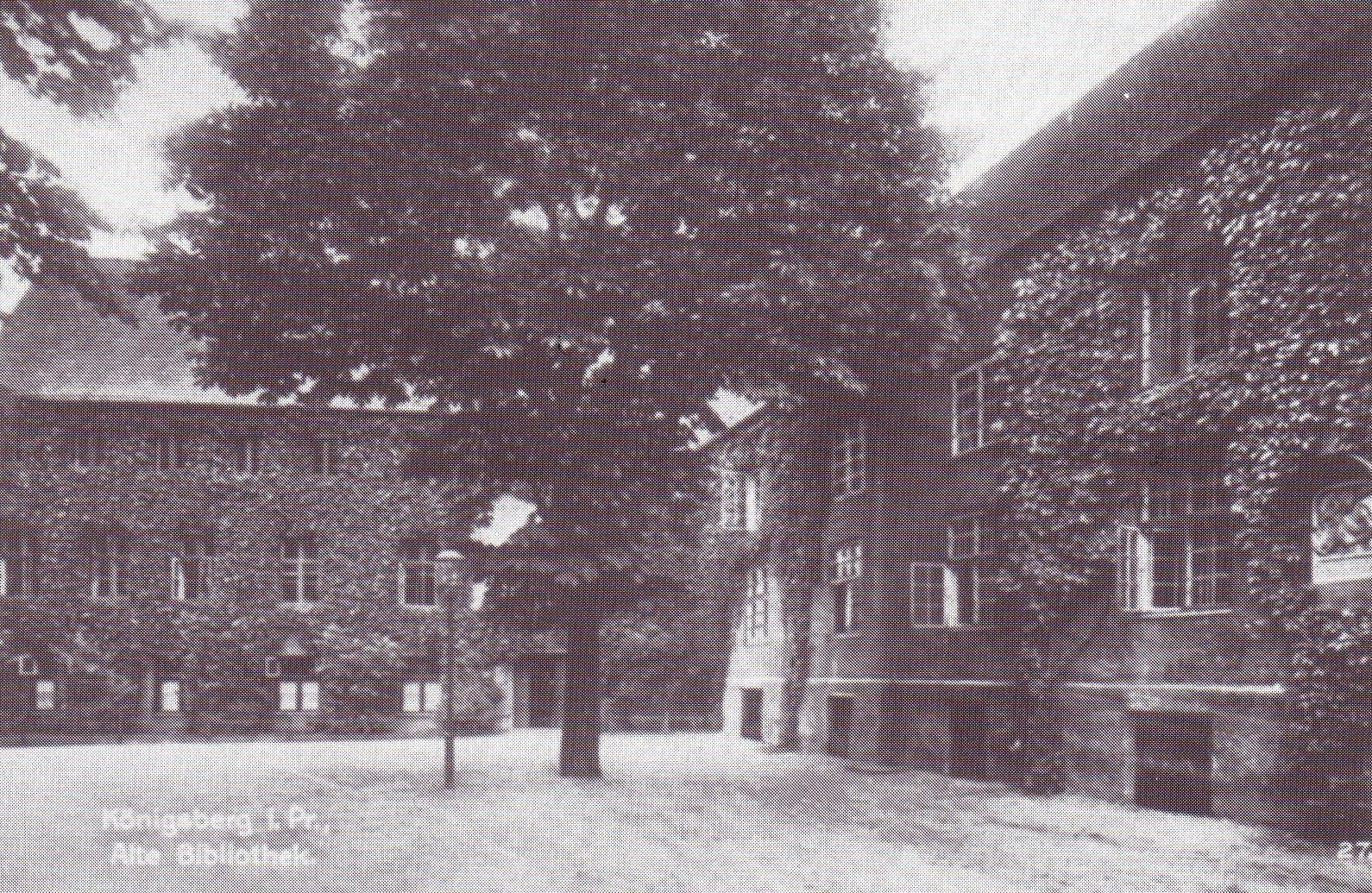
Bibliothek und Archiv auf der Dominsel

Die Stadtbibliothek Königsberg wurde 1628 im neuerbauten Altstädtischen Pauperhaus untergebracht. Poliander vermachte seine Bibliothek  der Altstadt (Königsberg) als Grundstock der Stadtbibliothek.

## Geschichte
Durch Stadtsekretär H. Bartsch wurde sie 1718 öffentlich. Er schenkte ihr u. a. seine Bibelsammlung. Weitere Stifter waren Lomoller mit 300 meist juristischen Werken, 1837 Theodor Gottlieb von Hippel der Jüngere und 1889 Stadtrat Hensche mit ihren Büchereien. Rudolf Reicke stiftete 1907 2.150 Bände.
1737 kam die Bibliothek in die Altstädtische Lateinschule und 1773 ins Altstädtische Rathaus, wo ein Lesezimmer eingerichtet wurde. 1810 wurde sie im Königshaus und 1875 schließlich im Collegium Albertinum hinter dem Königsberger Dom untergebracht.
Leiter der Stadtbibliothek waren 1728–1748 Pfarrer Michael Lilienthal, 1786–1804 Christian Jakob Kraus, ab 1844 Friedrich Adolf Meckelburg, 1875–1897 August Wittich, ab 1900 Ernst Seraphim, ab 1923 Christian Krollmann, ab 1934 William Meyer und zuletzt ab 1938 Fritz Gause.
Königsbergs Stadtbibliothek hatte 106.000 Bände. Sie fielen den britischen  Luftangriffen 1944 zum Opfer. Rund 60 ihrer Handschriften und mehrere Kisten mit Büchern fanden sich jüngst in der Russischen Staatsbibliothek wieder.
Das Stadtgeschichtliche Museum war seit 1928 mit dem Standesamt im alten Kneiphöfschen Rathaus untergebracht.